# 鄂托克前旗
鄂托克前旗为中国內蒙古自治区鄂尔多斯市西南部下辖的一個旗，面积12180平方公里，旗人民政府駐敖勒召其鎮。

## 历史
1930年代红军长征时曾途径该地。1936年5月，中央西征红军根据毛泽东发表《对内蒙古人民宣言》精神，在定边县成立蒙古工作委员会，建立蒙汉游击队。1936年6月红一方面军西征解放盐池县后，三段地、二道川于1936年7月13日解放，成为内蒙古最早的革命老区之一。8月，中共蒙古工委人赴三段地宣传民族政策，号召蒙汉人民共同起来抗日，同时大力发展地下党员。10月，蒙古工委改为中共少数民族工委，书记先是罗迈；三段地工委成立，下旬发展地下党员，成立三段地、二道川苏维埃政府，组建地方武装。11月，三段地成立起贫农会。下设5个分会：漫水塘和洪山塘分会、北梁和东壕分会、马场井和暴蒿井分会、达赖伙场、亚麻赖口子和道尔计洼分会、葫芦素淖和召皇口子分会，同时还成立了青救会、妇救会等组织。1941年11月，城川镇被警备9团与骑兵2团解放，成立了蒙古委员会与中共城川工委。
1949年中共建政後，鄂托克前旗辖境仍属鄂托克旗。1980年8月12日，国发208号文件批准析鄂托克旗南部布拉格、毛盖图、玛拉迪、查干陶勒盖、吉拉、珠和、三段地、二道川、城川、芒哈图等10个公社的68个大队，328个生产队，分设鄂托克前旗。1980年11月1日与鄂托克旗分开办公。1982年6月，将原公社革命委员会名称改为公社管理委员会。1983年7月15日搬迁至敖勒召其。1983年10月11日，自治区人民政府副主席白俊卿签发的内政办〈1983〉第29号文件批复，同意在鄂托克前旗所在地设敖勒召其镇，将三段地公社的大沙头、三道泉子两个大队和吉拉公社的敖勒召其大队、雅希勒毛都大队划归敖勒召其镇镇管辖。
1984年，基层社队体制改革时，将牧区公社改为苏木，大队改为嘎查，小队改为牧业社；将农区改为乡，大队改为村，小队改为林牧区社。全旗辖7个苏木、3个乡、1个镇、1个牧场，嘎查44个、村24个、农场1个、居委会4个，牧业社196个、林牧业社130个、居民小组39个。

## 地理
境内海拔一般在1300—1400米之间。地貌类型分梁、滩、沙3种。梁地占全旗总面积的31.64%，主要分布在西北部，地下水埋藏较深，多数地区在50米以下，个别地区超过70米；滩地、沙地分别占全旗总面积的7.94%和60.53%，主要分布在东南部毛乌素沙地腹部，地下水位2～3米。东南流沙呈西北—东南条带状的与滩相间分布。

### 矿产
矿产资源得天独厚，煤炭主要分布在上海庙镇境内，与宁夏宁东煤田属同一煤系，石炭二叠纪和侏罗纪两种含煤地层同处一地，分布面积4000多平方公里，已探明储量142亿吨，远景储量为500亿吨以上。世界级整装天然气田苏里格气田60%以上分布在鄂前旗境内，已探明储量7000亿立方米。

## 人口
鄂扥克前旗人口多集中於三段地、敖勒召其、城川、上海廟等大鄉鎮。2000年第五次人口普查，鄂托克前旗总人口66866人，其中：敖勒召其镇26492人，三段地镇5542人，上海庙镇2230人，昂素镇6271人，城川镇9782人，二道川乡4173人，布拉格苏木4259人，毛盖图苏木3594人，珠和苏木4523人。
2006年人口中蒙古族人口约占总人口的31%，是一个以蒙古族为主体，汉族占多数的少数民族地区。
2012年末户籍人口为76279人，非农业人口为21467人，占总人口的28.1%。出生率为14.7‰，死亡率为6.6‰，人口自然增长率为8.1‰。
根據第七次人口普查數據，截至2020年11月1日零時，鄂托克前旗常住人口為92724人。
汉族在日常生活中使用的语言为晋语的鄂尔多斯方言的“西旗话”。

## 经济
經發展工業與礦業後，已將13%得農牧業人口轉移至工礦業。
2011年预计实现地区生产总值68.06亿元，增长24%；完成财政收入18亿元，增长80%；完成固定资产投资155.9亿元，增长76.8%。城镇居民人均可支配收入达到25904元，增长23.1%；农牧民人均纯收入达到10093元，增长15.16%。 
2012年预期目标是：完成地区生产总值80亿元，增长17.5%；完成财政收入23亿元，增长27.8%，力争达到25亿元；完成全社会固定资产投资200亿元，增长28.3%；城镇居民人均可支配收入达到28500元，增长10%；农牧民人均纯收入达到11500元，增长13.9%。

### 林业
鄂托克前旗林业用地面积912.77万亩，占总面积的48.8%；非林业用地961.48万亩，占总面积的51.2%。2010年鄂托克前旗的森林覆盖率为16.28%。在林业用地中,有林地166.92万亩，占林业用地面积的18%；灌木林地93万亩，占林业用地面积的10%；疏林地26.75万亩，占林业用地面积的3%；未成林造林地84万亩，占林业用地面积的9.2%；宜林荒山（沙）荒地542.1万亩，占林业用地面积的68.8%；其它用地面积0.11万亩。鄂托克前旗林业资源中，国有林12.56万亩，占林业用地面积的9.1%；集体林154.36万亩，占林业用地面积的90.9%。有林地中，防风固沙林面积64.26万亩，占有林地面积的38.5%；农防林面积27.54万亩，占有林地面积的16.5%；经济林面积13.85万亩，占有林地面积的8.3%。在树种分布上，乔木主要以柳树、杨树为主；灌木以沙柳、杨柴、花棒、柠条为主，还伴有旱生、沙生和盐生灌木、小灌木，主要有：锦鸡儿、藏锦鸡儿、红沙、白刺、盐爪爪、珍珠米等。

### 农业
2012年鄂托克前旗农作物总播种面积32627公顷。其中，粮食作物播种面积20698公顷，粮食总产量166337吨；油料产量2840吨，蔬菜产量47200吨，水果（含果用瓜）产量111650吨。

### 牧业
2012年鄂托克前旗牲畜总头数达219.8万头（只），肉类总产量18380吨，其中猪牛羊肉产量分别达到3961吨、3065吨和11298吨，牛奶产量7195吨，山羊绒产量230吨。

## 旅游
旅游资源独具特色，境内有古河套人遗址、宥州城、明长城等历史古迹和三段地工委、王震井、延安民院城川纪念馆等革命旧址。绚丽多姿的草原大漠风光，文化底蕴深厚的古城遗址，浓郁的鄂尔多斯民族风情，展现出这片神奇土地的诱人魅力。 

## 行政区划
鄂托克前旗下辖4个镇：
敖勒召其镇、上海庙镇、城川镇、昂素镇和上海庙经济开发区。

## 交通
- 338国道过境。